# Sumet Jumsai
Sumet Jumsai na Ayudhya (tiếng Thái: สุเมธ ชุมสาย ณ อยุธยา) (sinh năm 1939 tại Bangkok, Thái Lan) là một kiến trúc sư người Thái Lan. Ông được vinh danh là Nghệ sĩ Quốc gia của Thái Lan năm 1998; Thành viên danh dự của Viện Kiến trúc sư Hoa Kỳ 2001; Thành viên của Académie d'Architecture năm 2002 của Pháp; Fellow Commoner, St.John's College, Cambridge, 2003 và 2013, nơi mà trước đây ông đã lấy bằng tiến sĩ kiến trúc; và Chevalier de l'Ordre des Arts et des Lettres (Pháp) 2008. Ông cũng là một họa sĩ và tác giả.

## Công trình
| Kiến trúc                                                              | Vị trí  | Ngày     |
| ---------------------------------------------------------------------- | ------- | -------- |
| Tòa nhà Hội đồng Anh                                                   | Bangkok | 1970     |
| Bảo tàng Khoa học                                                      | Bangkok | Năm 1976 |
| Tòa nhà Robot                                                          | Bangkok | 1986     |
| Trường quốc tế Bangkok                                                 | Bangkok | 1991     |
| Tòa nhà quốc gia                                                       | Bangkok | 1991     |
| Phòng Hội đồng Cơ mật                                                  | Bangkok | 2004     |
| S.31 - Tòa nhà Chim                                                    | Bangkok | 2009     |
| Bệnh viện Siriraj - Tòa nhà Srisav Mehira                              | Bangkok | 2011     |
| Bảo tàng nghệ thuật mới (NAM), Langsuan                                | Bangkok | 2015     |
| Hội họa                                                                |         | Ngày     |
| "Jeepney", Paris, 23.II.2000. Dầu và phấn dầu trên vải bạt 80 x 100 cm |         | 2000     |
| "Thuyền", 10. III.2005. Dầu trên vải bạt 70 x 90 cm                    |         | 2005     |
| "Đồ chơi", 14.III.2010. Bút dạ và dầu trên vải bạt 90 x 70 cm          |         | 2010     |
| "Me 6", 16. III.2014. Dầu trên vải bạt 60,5 x 76 cm                    |         | 2014     |
| "Window, 25 Rue de Lille", 2014. Dầu trên vải bạt 80 x 60 cm           |         | 2014     |